# (21631) Stephenhonan
(21631) Stephenhonan (1999 NU10) – planetoida z pasa głównego asteroid okrążająca Słońce w ciągu 3,75 lat w średniej odległości 2,41 j.a. Odkryta 13 lipca 1999 roku.